# Флоренц Вос Вейда
Флоренц Вос Вейда (на нидерландски: Florence Vos Weeda) е холандска актриса.

## Филмография
- 2015 Ventoux
- 2016 Renesse
- 2016 Weemoedt – ТВ сериал, Клаудия
- 2016 Fractie – късометражен, Джулия
- 2015-2017 SpangaS – ТВ сериал, Жулиет
- 2017 Flikken Rotterdam – ТВ сериал, Сани ван Велден